# Michael Beil
Michael Beil (Weinheim, 13 juli 1963) is een Duitse componist van hedendaagse muziek. Kenmerkend voor zijn oeuvre zijn de combinatie van livemuziek met elektronische muziek en (live) video en het gebruik van theatrale elementen, zoals een gedetailleerde podiumregie en scenografie. Sinds 2007 is hij als professor voor elektronische compositie verbonden aan de Hochschule für Musik und Tanz in Keulen, waar hij ook de leiding heeft over de studio voor elektronische muziek. 

## Biografie
Michael Beil studeerde piano en muziektheorie aan Hochschule für Musik Stuttgart van 1984 tot 1993, en compositie bij Manuel Hidalgo. Vanaf 1996 woonde hij in Berlijn, waar hij verbonden was aan aan de muziekscholen van Kreuzberg en Neukölln als docent muziektheorie en compositie en hoofd van de afdelingen Nieuwe Muziek en Voorbereidende Studies. Tussen 2000 en 2007 was hij in verschillende hoedanigheden betrokken bij de Berlijnse scène van de nieuwe muziek: als artistiek directeur van het festival Klangwerkstatt en als mede-oprichter van de groep SKART (samen met Stephan Winkler), die concerten organiseerde gebaseerd op interdisciplinaire concepten. Sinds 2007 is Michael Beil professor voor elektronische compositie aan de Hochschule für Musik und Tanz in Keulen. Hij staat er ook aan het hoofd van de studio voor elektronische muziek.
Het internationale profiel van Michael Beil blijkt onder meer uit wereldpremières op de belangrijkste internationale festivals voor nieuwe muziek, zoals het festival Acht Brücken in Keulen, Ultraschall in Berlijn, ECLAT Stuttgart, Wien Modern, Donaueschinger Musiktage, TRANSIT Leuven of het Huddersfield Contemporary Music Festival, en uit samenwerkingen met en uitvoeringen door gespecialiseerde ensembles zoals musikFabrik, Ensemble Modern, Ensemble Mosaik, Ensemble United, Ensemble Garage, Neue Vokalsolisten Stuttgart en Nadar Ensemble.
Michael Beil heeft beurzen ontvangen van Künstlerhaus Wiepersdorf en van cité des arts (Parijs), en het Heinrich-Gartentor-Stipendium voor videokunst in Thun (Zwitserland). Hij is laureaat van de prijs Camillo Togni en werd geselecteerd voor het Nachwuchsforum van Ensemble Modern in 1994. In 2013 ontving hij de Deutscher Musikautor*innen-Preis (GEMA).

## Werk

### Algemeen
Michael Beil focust op de combinatie van instrumentale muziek, elektronische muziek en video. Zijn composities leunen in sterke mate op concepten die eigen zijn aan wat tijdens een concert op het podium gebeurt (niet alleen het uitvoeren van muziek als dusdanig, maar in het bijzonder ook de vele handelingen die niet rechtstreeks gericht zijn op het spelen) en de manier waarop composities tot stand komen. Daarmee samenhangend is de opstelling op het podium vaak precies vastgelegd en zijn de bewegingen van de muzikanten op het podium uitgewerkt als een integraal deel van de partituur. Verschillende composities veronderstellen ook een specifiek decor en rekwisieten. De muziek van Michael Beil grenst daarin aan het muziektheater. De muzikale dimensie is en blijft echter onverkort het vertrekpunt van zijn werken. Zelf spreekt hij daarom eerder van “scènische composities”.
Een rode draad in het werk van Michael Beil is de loskoppeling van geluid en beweging. Eens van elkaar losgemaakt, gebruikt Beil ze als bouwstenen die hij kan hercombineren tot nieuwe constellaties. Het oorzakelijke verband tussen beweging en geluid verliest zo zijn vanzelfsprekendheid. Beils recente focus op virtualiteit, en dan meer bepaald de veranderende perceptie van realiteit onder invloed van een toenemende virtualisering van het dagelijkse leven, ligt in het verlengde daarvan. Voorbeelden omvatten onder andere Bluff voor ensemble, tape en live video (2015) en composities voor musici zonder instrument, zoals Key Jack / Jane (2017).
Doorheen zijn werk deconstrueert Michael Beil de klassieke concertsituatie via overdrijving en verdubbelingen. In exit to enter (2013), bijvoorbeeld, laat hij de muzikanten tot in de treure opkomen en opnieuw afgaan op drie delen van het podium: (1) het rechter deel van het podium waar het ensemble zit (in het donker), (2) een klein oppervlak in het midden van het podium met twee draaikrukken, dat dienst doet als opname-plek, en (3) een projectiewand die de volledige linker helft van het podium inneemt. Ook stelt hij (al dan niet expliciet) het concept van de compositie als ‘meesterwerk’ in vraag, bijvoorbeeld door herkenbare citaten van bestaande muziek nieuwe contexten te plaatsen of op een bevreemdende manier gebruik te maken van idiomatische technieken van een instrument. “Quotations, for me, are the main material”, zegt Beil over zijn gebruik van citaten. Herkenbare citaten van bestaand werk van andere componisten vormen interessante bouwstenen voor Beil omwille van de gevoelslading en de referenties die er reeds aan vast kleven. Het zijn die connotaties die de componist gebruikt als materiaal – een betekenis die vervolgens kan vervagen of verschijnen door de citaten te verwerken in nieuwe muzikale contexten.
Verder stelt Michael Beil zijn partituren, MAX patches en elektronische partijen gratis beschikbaar op zijn website.
Michael Beil realiseerde de meeste van zijn composities in nauwe samenwerking met de betrokken muzikanten. Zo werkte hij regelmatig samen met Ensemble Mosaik en met Nadar Ensemble. Voor Nadar Ensemble componeerde hij drie grootschalige composities, die bovendien een sterke onderlinge samenhang en evolutie laten zien: exit to enter (2013), Bluff (2015) en Hide To Show (2021).

### Vroege werken (tot 1999)[4][5]
In de jaren 1990, vooraleer hij zich ging toeleggen op het gebruik van video in zijn composities, schreef Michael Beil orkest- en kamermuziekwerken, veelal met tape. Die composities, die in de lijn liggen van de gangbare conventies van hun genres, scherpten tegelijk zijn belangstelling aan voor de visuele dimensies van concertuitvoering. In die zin creëerden ze mee de voedingsbodem voor Beils latere artistieke werk, waarin de interactie tussen klank en beeld centraal staat. In 1999 integreert hij met Mach Sieben (voor piano, video en tape) voor het eerst vooraf opgenomen video in het concept van een compositie. In dit werk, dat Beil zelf als een sleutelwerk bestempelt, wordt de solo pianist(e) gespiegeld in een video-opname, die naast de piano wordt geprojecteerd. Ten minste: zo lijkt het in het begin. Het gaat echter om een opname die omgekeerd wordt afgespeeld. Aangezien het werk een quasi exact palindroom is, loopt de video samen met wat er live gespeeld wordt. De omkering zorgt er echter voor dat de bewegingen van de pianist(e) in de video onnatuurlijk lijken en de gespeelde klanken een omgekeerd verloop kennen (vanuit het niets aanzwellend tot de aanslag). Het vervreemdende effect wordt nog versterkt door een korte gesproken tekst (Voll mit Zwergen ist mein Weg), enkele zorgvuldig uitgecomponeerde verschillen tussen de live gespeelde partij en de vooraf opgenomen video, en de onvermijdelijke kleine afwijkingen in timing tussen de twee partijen. De opeenstapeling van live pianoklanken en hun omgekeerde opname in Mach Sieben doet auditief denken aan het Dopplereffect, een klankfenomeen dat Michael Beil al op jonge leeftijd fascineerde. Beil groeide immers op in de buurt van het Formule 1 race circuit Hockenheimring in Zuid-Duitsland. Verschillende familieleden, waaronder zijn vader, volgden er de wedstrijden en namen de jonge Michael Beil mee naar het circuit. De titel van de compositie Mach Sieben verwijst overigens naar het machgetal. In de korte video-documentaire Like in a Hamster Wheel gaat Beil in op zijn fascinatie voor het Dopplereffect, voor omgekeerd afgespeelde geluiden en voor palindromen.

### Live video (vanaf 2006)
Vanaf 2006 maakt Michael Beil gebruik van live video. Videotechnologie en computerprocessorsnelheid zijn op dat ogenblik toereikend geworden om tijdens het concert live fragmenten op te nemen en die meteen daarna – in veelvoud en al dan niet omgekeerd – te projecteren, waarbij ze met dezelfde en met andere live-acties gecombineerd kunnen worden. De muzikale concepten die Michael Beil op die manier vormgeeft, grenzen direct aan het muziektheater. Voor Branng! (2005), open source (2008), Belle Nuit (2009), exit to enter (2013) en Bluff (2015) werkte Beil in dat verband ook samen met regisseur Thierry Bruehl. De realisatie van dergelijke composities vraagt ook complexe productieomstandigheden, en erg gedisciplineerde acties en vakkundige theatrale handelingen van de musici. Ze komen dan ook doorgaans tot stand in nauwe samenwerking met de uitvoerders.
exit to enter (2013) illustreert treffend hoe Michael Beil in zijn muziek inzoomt op details van de uitvoering. Beil laat de muzikanten in deze compositie voortdurend in en uit het spotlicht stappen, waar korte sequenties met muzikale handelingen worden opgenomen. Die opnames worden vervolgens, in talloze nieuwe combinaties, op een grote wand naast de muzikanten geprojecteerd. De eigenlijke muzikale uitvoering blijft al die tijd in de schaduw. Beil knipt zodoende de zichtbare band tussen oorzaak (de bewegingen van een muzikant) en gevolg (de hoorbare klanken) door, waardoor hij de aandacht des te sterker vestigt op de verwachte samenhang tussen beide. De vele herhalingen refereren ook aan de dagelijkse realiteit van studeren en oefenen van professionele muzikanten. "Elke muzikale uitvoering is een beperking", verklaarde hij, "omdat elke milliseconde de juiste noten gespeeld moeten worden. In exit to enter vestig ik met de camera de aandacht op dat aspect.”

### Recente werken[8][9][10]
Een decennium later trekt Michael Beil het gebruik van live video in een extreme consequentie door met de compositie van werken met tape en live video, maar voor muzikanten zonder instrumenten (Key Jack / Jane voor pianist/pianiste zonder klavier, soundtrack en live video (2017), caravan voor vier muzikanten zonder instrument, soundtrack en live video (2017)). In Key Jack / Jane neemt de pianist(e) plaats achter een houten plank, geflankeerd door twee projectieschermen. Daarop worden, net als in exit to enter, live opnames van de uitvoerder geprojecteerd. Terwijl de pianist(e) een complexe choreografie uitvoert, is de muziek volledig als soundtrack gerealiseerd, opnieuw rijkelijk gebruik makend van citaten. Die hercombinatie van beweging, beeld en geluid resulteert in een compositie waarin de uitvoerder als het ware een pianist(e) speelt, en waarin Beil het klassieke beeld van de pianovirtuoos en diens instrument ontleedt. 
In Hide To Show voor ensemble, tape en live video (2021) drijft hij de contradicties tussen de tastbare realiteit en de virtuele wereld op de spits. Op het podium zijn zes kleine kamertjes opgesteld; het publiek lijkt binnen te kijken in de backstage waar de muzikanten zich voorbereiden op de voorstelling. Ze spelen een stukje, ze kleden zich om of dansen op de muziek in hun koptelefoons. Sommige acties lijken losjes en spontaan, andere zijn duidelijk strak geregisseerd – geënsceneerde nonchalance, bedoeld voor de camera. Maar we krijgen niet zomaar alles te zien. De kamertjes kunnen afgesloten worden met op- en neergaande gordijntjes (jaloezieën). Ze verbergen (hide) letterlijk om te kunnen tonen (show). Met open latjes kan het publiek binnengluren in de kamertjes, helemaal gesloten verbergen ze de bewegingen van de muzikanten. Tegelijk veranderen ze in een projectievlak. De musici verstoppen zich achter hun kostuums, achter de gordijntjes en opnames van zichzelf, waardoor de persoon zelf alsnog onzichtbaar blijft. Wat eerst een vluchtige beweging is, wordt door herhaling, verdubbeling en imitatie in detail uitgelicht. Een bijzondere rol is weggelegd voor de geboorte van een YouTube hit en hoe die verzeilde in het domein van hyperrealiteit, en een parodie op de videoclip van In my room van The Beach Boys. Daarbij wordt het steeds minder duidelijk waar de tastbare werkelijkheid eindigt en virtual reality begint.

## Werkenlijst
Stops, voor piano en tape (1992)
Nexus, voor twee pianos en tape (1995)
Klavierquartett, voor piano kwartet  en tape (1997)
Und Neun ist Eins, voor saxofoon, piano, percussie, sopraan en tape (1998)
Und Zehn ist Keins, voor sopraan, strijkers en tape (1998)
Und Acht, voor accordeon, tape en video (1999)
Aus Eins mach Zehn, voor orkest en tape (2000)
Mach Sieben, voor piano, tape en video (2000)
Und Sechs, voor zes instrumenten en tape (2000)
Aus Fünf, voor zes instrumenten met tape en video (2001)
Die Drei, voor zes zangers (2002)
Batterie, voor drumset en tape met optionele video (2003)
Beleuchter, voor fluit, viool, drumset en tape (2004)
Die Zwei, voor fluit, piano, tape en video (2004)
Brangg!, voor contratenor, twee acteurs, tape en video (2005)
Karaoke Rebranng!, voor sax/cl, vl/vla, perc, pno, live-audio en live-video (2006)
open source, voor soprano, viool, altviool, cello, tape en video (2008)
Belle Nuit, voor fluit, viool, altviool, cello, tape en video (2009)
Doppel, voor twee pianos, live-audio en live-video (2009)
Blinded, voor contratemor, twee acteurs, strijkkwartet en tape (2010)
along, voor e-guitar, tape en live-video (2011/2022)
BLACKJACK, voor ensemble, live-audio en live video (2012)
exit to enter, voor ensemble, tape en live-video (2013)
swap, voor fluiten, hobo’s, klarinetten, tape en live-video (2014)
Bluff, voor ensemble, tape en live-video (2015)
sugar water, voor ensemble, tape en live-video (2015)
String Jack, voor cellist, tape en live-video (2016)
Key Jack / Key Jane, voor pianist, tape en live-video (2017)
Caravan, voor vier performers, tape en live-video (2017)
transit, voor zes zangers, ensemble, tape en live-video (2018)
mimikry, voor vier EWIs, live-audio en live-video (2020)
Hide To Show, voor ensemble, tape en live-video (2021)
Deep Blue, voor twee performers met controllers, live-audio en live-video (2022)
backslash, voor ensemble, camera operator, live-audio en live-video (2022)